# Hádí Chameneí
Sajjid Hádí Chameneí (* 26. ledna 1948 ) je íránský reformní politik, idžtihád a lingvista. Je klíčovým členem reformní Asociace bojujících duchovních a bývalým členem íránského parlamentu, Madžlisu. 

## Život
Hádí Chameneí je mladším bratrem íránského nejvyššího vůdce ajatolláha Alího Chameneího, k němuž má však kritický postoj.

## Politika
Hádí Chameneí byl v 80. letech náměstkem ministra. V 90. letech 20. stol. se stal předním reformátorem, čímž se dostal do sporu se svým starším bratrem Alím, který podle něj akumuloval příliš velkou moc. Byl poradcem reformního prezidenta Muhammada Chátamího. 

## Útok
V 90. letech 20. století přednášel Hádí Chameneí po celém Íránu a začal vydávat reformní noviny, které poskytovaly alternativní zpravodajství vedle státních médií. Koncem 90. let 20. století proti němu odpůrci reformního hnutí zorganizovali kampaň, fyzicky ho napadali během přednášek, které byly kritické vůči zastáncům tvrdé linie. Jeho noviny byly zakázány a byla mu znemožněna kandidatura do Shromáždění znalců. Dne 11. února 1999 na Hádího Chameneího v Qomu kameny, holemi a železnými tyčemi zaútočilo asi 100 lidí.  Utrpěl frakturu lebky. Íránská policie zatkla 45 lidí podezřelých z účasti na útoku. 